# Moraea bellendenii
Moraea bellendenii là một loài thực vật có hoa trong họ Diên vĩ. Loài này được (Sweet) N.E.Br. miêu tả khoa học đầu tiên năm 1929.